# Country Club (Caracas)

El Caracas Country Club (CCC) es la urbanización en la parroquia Chacao del Municipio Chacao en el Estado Miranda y al este de Caracas, considerada una de las más lujosas y pudientes de toda Venezuela.

## Historia
La urbanización "Caracas Country Club" fue construida a partir de 1928, en terrenos de las antiguas haciendas Blandín, La Granja y El Samán en el este del valle de Caracas.
El Caracas Country Club fue obra de la oficina norteamericana de arquitectura paisajista Olmsted Associates de Frederick Law Olmsted, padre del paisajismo americano y autor entre otras obras del Central Park de Nueva York, lo que la constituye en un hito para la historia de Venezuela y del urbanismo americano.
Actualmente la urbanización pertenece al Municipio Chacao y está separada del Municipio Libertador por la Quebrada Chacaíto, teniendo su límite sur en la Avenida Francisco de Miranda y el oriental en La Castellana. La calle principal es la vieja "Avenida Blandín", que ha sido mantenida en su trayecto original llamado "Camino de la hacienda Blandín" y rodeado por muchos árboles centenarios.

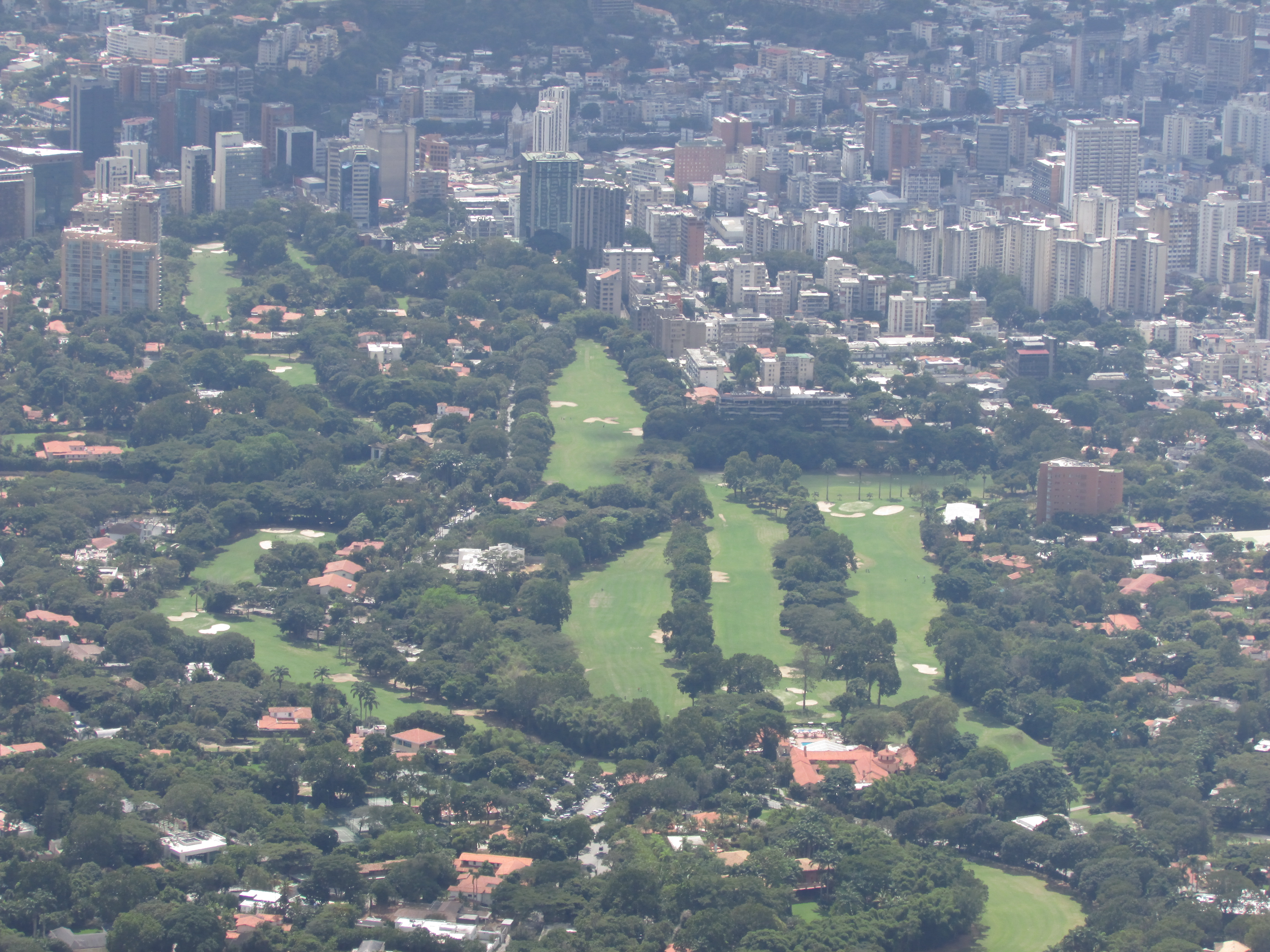
Caracas Country Club

El CCC consta de un grupo de villas y casas de lujo en medio de campos de golf (con 18 hoyos), rodeadas de edificios de clase alta con vista panorámica. 

Olmsted, Jr., preocupado por el futuro de “las heredades irreemplazables e invalorables del pasado”, preservaría en Caracas gran parte de las condiciones del lugar original ocupado por las haciendas. Así, mantuvo la topografía natural de las faldas del Avila, privilegiando las amplias vistas hacia las colinas del sur y hacia la montaña en el diseño de los campos de golf. La forma irregular de las parcelas que rompen con el tejido urbano tradicional y el diseño de las calles serpenteando “alrededor de las grandes extensiones de grama bajo masas de árboles”, fueron hechas curvearse ex profeso por indicación expresa de su oficina para conservar intactos los magníficos ejemplares centenarios de “grandes bucares, mijaos y chaguaramos que crecían en estos terrenos” y que aún vemos aflorar entre las copas del Country.La Avenida Principal de Blandín -el camino de la hacienda-, plantada una vez de chaguaramos en el más pleclaro estilo agrario caraqueño, fue otro elemento respetado por Olmsted y asumido al pie de la letra en el diseño… Algo muy poco común en la planificación moderna, acostumbrada a arrasar con todo. Pero la persistencia de la memoria no se limitó solamente a los elementos vegetales: también el puente sobre la Quebrada Chacaíto y el sitio de la Casa de Blandín, ambos allí desde comienzos del siglo XVIII, fueron reafirmados en su ubicación tradicional.Hannia Gómez

La urbanización -de unas 92 hectáreas- fue concebida alrededor de los campos de golf del Club propriamente dicho por Frederick Law Olmsted junior. El proyecto urbano está conservado en la Library of Congress de la capital norteamericana, Washington. Además el CCC tiene su propio escudo de armas

El CCC es el único lugar de la ciudad donde uno puede ver como era el panorama original del valle de Caracas antes de que fuera construida la ciudad (The Caracas Country Club is today the only place in the city were one can actually see how the valley's original natural landscape was before the city was built).Frederick Law Olmsted Jr.

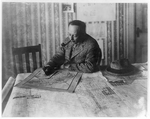
Frederick Law Olmsted Jr., el creador del CCC

La Casa sede del club -hecha por el famoso arquitecto Clifford Charles Wendehack- todavía existe, luego de haber sido muy mejorada y ampliada en los años cincuenta. Cerca de dicha Casa sede se levanta la mansión que fuera del presidente Marcos Pérez Jiménez, quien fue uno de los principales promotores de la urbanización.
El CCC actualmente es considerado como un oasis ecológico, urbanístico y arquitectónico por expertos urbanísticos, quienes además afirman que es uno de los pocos pulmones vegetales que tiene la ciudad capital, junto con el Parque nacional El Ávila y el Parque del Este.
En dos ocasiones (2006 y 2010) el gobierno de la Alcaldía mayor y el central de Hugo Chávez propusieron dar un uso diferente el CCC para construir edificios residenciales en sus terrenos de golf, pero finalmente el proyecto no se llevó a cabo ya que el CCC es considerado un pulmón vegetal de Caracas
y es clasificado como Bien de Interés Cultural de la Nación por el Instituto del Patrimonio Cultural y Patrimonio Moderno por "Docomomo Venezuela" (asociación vinculada a la UNESCO).